# 考帕什·博格拉尔考
泰莱格迪-考帕什·博格拉尔考（匈牙利語：Telegdy-Kapás Boglárka，1993年4月22日—）是一名擅长长距离自由泳的匈牙利女子运动员。她曾参加过2008年、2012年和2016年三届奥运会。参加2008年奥运会时，她年仅15岁，是当时匈牙利代表团年龄最小的运动员。

## 运动生涯
2008年8月，年仅15岁的考帕什赴中国北京参加她游泳生涯里的第一届奥运会，她在400米自由泳项目预赛上以4分16秒22的成绩位列第29名。2009年7月，她在欧洲青少年游泳锦标赛女子200米蝶泳项目上收获一枚银牌。
2010年8月，即北京奥运会举办两年后，考帕什参加了在新加坡举办的第一届夏季青奥会。首先她在女子200米蝶泳项目上以2分8秒72的成绩刷新个人最好纪录并夺得冠军，成为青奥会史上第一位获得金牌的匈牙利选手，之后她又获得了200米自由泳银牌和400米自由泳金牌。同年11月，考帕什在欧洲短池游泳锦标赛800米自由泳项目快组决赛中登场，最终以8分18秒56的成绩第一个到达终点，然而由于她的这一成绩慢于此前意大利选手费代丽卡·佩莱格里尼在慢组决赛中游出的8分15秒20，她只能以第二的成绩获得银牌。
2011年6月初，考帕什在800米自由泳上成功达到奥运A标，取得伦敦奥运会参赛资格。2011年7月，考帕什参加了在中国上海举行的游泳世锦赛，首先她在400米自由泳上以4分09秒15的成绩获得第14名，无缘决赛，之后她在800米自由泳决赛中以8分24秒79的成绩打破匈牙利全国纪录，并获得第5名。同年11月，她因为肋骨受伤未能出战在波兰什切青举行的短池游泳欧锦赛。
2012年伤愈复出后，她参加了在她的故乡德布勒森举行的2012年游泳欧锦赛，并获得800米自由泳金牌以及400米自由泳第5名。同年夏季，她代表匈牙利出战伦敦奥运会女子400米和800米自由泳的比赛，两项目分别获得预赛第17名和决赛第6名，其中800米自由泳还以8分23秒89刷新全国纪录。
2013年7月，考帕什第二次出战游泳世锦赛，首先在400米自由泳项目上，她以4分5秒90的成绩获得第5名，之后在1500米自由泳比赛中，她游出了16分6秒89，最终位列第7，在8月3日进行女子800米自由泳决赛中，她以8分21秒21的成绩刷新全国纪录，最终位列第4名，无缘奖牌。2014年8月，她在德国柏林举办的游泳欧锦赛上获得800米自由泳银牌以及400米自由泳和4×200米自由泳接力铜牌。同年12月，她首次参加世界短池游泳锦标赛，并在女子400米和800米自由泳上分别位列第5名和第4名，没有获得奖牌。
2015年8月，考帕什参加了在俄罗斯喀山举办的游泳世锦赛，首先她在400米自由泳项目上以4分8秒22获得第8名，两天后，她在1500米项目上游出15分47秒09，打破全国纪录同时以第三名的身份获得个人第一枚世锦赛奖牌，在她参加的最后一个项目女子800米自由泳上，她以8分22秒93的成绩名列第6。同年12月，她在以色列内坦亚举办的欧洲短池游泳锦标赛上摘得800米自由泳银牌和400米自由泳铜牌。
2016年5月，英国伦敦举办欧洲游泳锦标赛，考帕什在她报名参加的400米、800米、1500米自由泳上发挥出色，三个项目都获得了冠军，其中1500米自由泳更是打破了欧锦赛纪录。接力项目方面，她和另外三名队友同样发挥出良好水平，以7分51秒63的成绩为匈牙利队斩获一枚金牌。同年8月，她前往巴西里约热内卢，第三次参加奥运，在400米自由泳项目上，尽管她以4分2秒47的成绩打破国家纪录，但仍获得第四名无缘奖牌。而在12日进行的800米自由泳比赛上，考帕什表现出色，以8分16秒37的成绩刷新国家纪录，并获得一枚铜牌，弥补了400米自由泳获得第四名的遗憾。
2017年世界游泳锦标赛，考帕什出战三个个人项目，其中400米自由泳和800米自由泳均获得第5名，1500米自由泳则获得第4名。同年年底，她在短池游泳欧锦赛上摘得400米自由泳的金牌和800米自由泳的银牌，这是她首次在短池欧锦赛上摘得金牌。
2018年欧洲游泳锦标赛，考帕什出战四个个人项目，其中在女子200米蝶泳项目上，她以2分7秒13的成绩摘得金牌，这是她首次在国际主要成年级赛事中收获该项目奖牌。一年后的韩国光州世界锦标赛，她在女子200米蝶泳项目上以2分6秒78的成绩夺冠，个人首次收获世锦赛金牌。